# Моско Москов
 Тази статия е за езиковеда.  За археолога вижте Моско Москов (археолог).  
Моско Добрев Москов (р. 24 ноември 1927 г. в Хасково – п. 8 март 2001 г. в София) е български езиковед.

## Биография
Проф. д-р Моско Москов завършва класическия отдел на Ямболската гимназия, а през 1952 г. – българска филология в Софийския държавен университет. След завършване на следването си постъпва като аспирант по общо и индоевропейско езикознание. Университетската му дейност обхваща повече от 40 години. Започва като хоноруван асистент си през 1955 г., а от 1982 г. професор в Катедрата по езикознание на Софийския университет.
Той чете лекции по общо езикознание, индоевропейско езикознание, палеобалкански езици, сравнителна лексикология на балканските езици, текстолингвистика в София, Велико Търново и Шумен. Ръководи студентски научен кръжок. Чете лекции по български език в Букурещ (1963-1964 г.) и Гьотинген (1975-1978 г.), също така в различни чуждестранни университети в Упсала, Стокхолм, Осло и Берген.
Той пише повече от 350 научни труда, от които 15 книги, монографии, университетски учебници, учебници по български език за средното училище. Научните му изследвания са в различни езиковедски области: общо езикознание, индоевропеистика, българистика и славистика, балканистика, тюркология и алтаистика.

## Отличия
- 1974 г. – орден „Кирил и Методий“ – първа степен, за заслугите му към българското образование.
- 1999 г. – Почетен професор на Букурещкия университет.